# Gouvernement Tošovský
République tchèque
Klaus II Zeman
Le gouvernement Tošovský (en tchèque : Vláda Josefa Tošovského) est le gouvernement de la République tchèque entre le 2 janvier et le 22 juillet 1998, sous la IIe législature de la Chambre des députés.
Il est dirigé par l'indépendant Josef Tošovský, gouverneur de la Banque nationale tchèque. Il succède au gouvernement de centre droit du libéral Václav Klaus et cède le pouvoir au gouvernement de Miloš Zeman après que le ČSSD a remporté les élections anticipées de 1998.

## Historique
Dirigé par le nouveau président du gouvernement indépendant Josef Tošovský, précédemment gouverneur de la Banque nationale tchèque, ce gouvernement est constitué par l'Union de la liberté (US), l'Union chrétienne démocrate - Parti populaire tchécoslovaque (KDU-ČSL) et l'Alliance civique démocratique (ODA). Ensemble, ils disposent de 62 députés sur 200, soit 31 % des sièges de la Chambre des députés. Il bénéficie du soutien sans participation du Parti social-démocrate tchèque (ČSSD), qui dispose de 58 députés, soit 29 % des sièges de la Chambre.
Il est formé à la suite de la démission Václav Klaus, au pouvoir depuis janvier 1993.
Il prend donc la succession du gouvernement Klaus II, constitué par une coalition identique et bénéficiant de l'absence d'opposition du ČSSD.

### Formation
Le 1er décembre 1997, Klaus est contraint de remettre sa démission après la révélation d'un scandale de corruption en lien avec le financement de l'ODS, dont il est le président.
Quinze jours plus tard, le président de la République Václav Havel le remplace par le gouverneur de la Banque centrale, Josef Tošovský. Ce dernier présente sa liste de ministres le 30 décembre, dont font partie quatre membres de l'ODS, en contradiction avec les consignes officielles du parti.
Dès le 12 janvier, le porte-parole du gouvernement Vladimír Mlynář annonce que les quatre principaux partis parlementaires se sont accordés pour fixer au 19 juin suivant la tenue d'élections législatives anticipées de deux ans sur le terme naturel de la législature, à l'initiative du président du ČSSD et de la Chambre des députés Miloš Zeman. Cinq jours plus tard, 31 députés de l'ODS, emmenés par le ministre des Finances Ivan Pilip, fondent l'Union de la liberté.
Le 28 janvier 1998, le gouvernement obtient la confiance des députés par 123 voix pour, 71 voix contre et trois abstentions. Si l'ODS décide de voter contre, ainsi que le Parti communiste de Bohême et Moravie (KSČM) et le Parti républicain (cs) (SPR-RSČ), trois députés du Parti démocratique civique s'abstiennent, autant ne prennent pas part au vote et deux votent favorablement.

### Succession
Au cours des élections anticipées, le Parti social-démocrate devient la première force politique du pays devant l'ODS, tandis que l'ODA disparaît de l'hémicycle. Après avoir conclu un accord de non-opposition avec Václav Klaus, Miloš Zeman constitue son gouvernement minoritaire.

## Composition
| Portefeuille                                                    | Titulaire | Titulaire                              | Parti       |
| --------------------------------------------------------------- | --------- | -------------------------------------- | ----------- |
| Président du gouvernement                                       |           | Josef Tošovský                         | Indépendant |
| Vice-président du gouvernement Ministre de l'Agriculture        |           | Josef Lux                              | KDU-ČSL     |
| Vice-président du gouvernement Ministre des Affaires étrangères |           | Jaroslav Šedivý                        | Indépendant |
| Ministre de la Défense                                          |           | Michal Lobkowicz                       | US          |
| Ministre des Finances                                           |           | Ivan Pilip                             | US          |
| Ministre du Travail et des Affaires sociales                    |           | Stanislav Volák                        | US          |
| Ministre de l'Intérieur                                         |           | Cyril Svoboda                          | KDU-ČSL     |
| Ministre de l'Environnement                                     |           | Jiří Skalický (jusqu'au 27/02/1998)    | ODA         |
| Ministre de l'Environnement                                     |           | Martin Bursík (à partir du 27/02/1998) | Indépendant |
| Ministre du Développement régional                              |           | Jan Černý                              | US          |
| Ministre de l'Industrie et du Commerce                          |           | Karel Kühnl                            | ODA         |
| Ministre des Transports et des Communications                   |           | Petr Moos                              | Indépendant |
| Ministre de l'Éducation, de la Jeunesse et des Sports           |           | Jan Sokol                              | Indépendant |
| Ministre de la Culture                                          |           | Martin Stropnický                      | Indépendant |
| Ministre de la Santé                                            |           | Zuzana Roithová                        | Indépendant |
| Ministre de la Justice                                          |           | Vlasta Parkanová                       | ODA         |
| Ministre sans portefeuille Président du Conseil législatif      |           | Miloslav Výborný                       | KDU-ČSL     |
| Ministre sans portefeuille Porte-parole du gouvernement         |           | Vladimír Mlynář                        | Indépendant |